# Cora aurea
Cora aurea är en trollsländeart som beskrevs av Friedrich Ris 1918. Cora aurea ingår i släktet Cora och familjen Polythoridae. IUCN kategoriserar arten globalt som otillräckligt studerad. Inga underarter finns listade i Catalogue of Life.